# Jürg Richter
Jürg Ralf Hugo Richter (* 1. Oktober 1963 in Zürich) ist ein Schweizer Numismatiker.
Jürg Richter war ab 1985 zunächst bei Credit Suisse und später bei UBS tätig, wo er bis zu deren Auflösung im Jahr 2011 die Abteilung Gold & Numismatik leitete. Seither ist er Auktionator bei der Sincona AG, die das numismatische Geschäft der UBS übernahm.
Richter ist geschieden und hat zwei Kinder.

## Auszeichnungen
- 2016 Otto-Paul-Wenger-Preis (Verband der Schweizerischen Berufsnumismatiker)

## Schriften
- Fehlprägungen und Fälschungen von Schweizer Münzen ab 1850. Mit Preisangaben. HMZ, Zürich 1988.
- mit Ruedi Kunzmann: Die Banknoten der Schweiz. Gietl, Regenstauf 2003, ISBN 3-924861-82-X.
- Die Schützentaler und Schützenmedaillen der Schweiz. und Die Schützenjetons der Schweiz. 2 Bände. Gietl, Regenstauf 2005, ISBN 3-924861-95-1.
- mit Ruedi Kunzmann: Der neue HMZ-Katalog. Gietl, Regenstauf 2006;
  - Band 1: Die Münzen der Schweiz. Antike bis Mittelalter. 2006, ISBN 3-86646-508-4;
  - Band 2: Die Münzen der Schweiz und Liechtensteins. 15./16. Jahrhundert bis Gegenwart. 2006, ISBN 3-86646-504-1.
- Die Proben und Materialvarianten von Schweizer Münzen. Gietl, Regenstauf 2016;
  - Band 1: Die Proben und Materialvarianten der Kantonsmünzen. 2016, ISBN 978-3-86646-573-2;
  - Band 2: Die Proben und Materialvarianten der Münzen der Schweizerischen Eidgenossenschaft. 2016, ISBN 978-3-86646-574-9.